# Rubbiatella
Die Rubbiatella war ein italienisches Volumenmaß für Getreide im Kirchenstaat.
- 1 Rubbiatella = 6763 Pariser Kubikzoll = 133,5 Liter[1] (= 147,23 Liter[2])

Die Maßkette war
- 1 Rubbio = 2 Rubbiatelle = 4 Quarte = 8 Quartarelli = 12 Stari = 14 ⅔ Scorzi = 16 Starello = 64 Decine[3]